# Rollin' and Tumblin'
"Rollin' and Tumblin'" es una canción de blues grabada en numerosas ocasiones por más de un centenar de músicos. Considerada como una canción tradicional, ha sido registrada con diferente letra y título. La autoría de la canción es a menudo atribuida a Hambone Willie Newbern o a McKinley Morganfield, más conocido como Muddy Waters.

## Estructura
La canción incluye un simple y continuo ritmo de percusión junto a un distintivo toque de guitarra slide acompañado por armónica y voz. La letra de la canción está constituida por versos, sin estribillo, que han variado a lo largo de los años. El bluesman Johnny Shines grabaría una versión titulada "Red Sun" en 1975 con la música tradicional pero con distintos versos. De forma general, la mayoría de las grabaciones mantienen el primer verso, que dice: "I rolled and tumbled, I cried the whole night long", lo cual puede traducirse al español como: "Rodé y caí, lloré toda la noche". El primer verso de cada estrofa es generalmente repetido una vez y seguido de un verso final.
Una versión en formato mp3 de la versión realizada por Gus Cannon's Jug Stompers en 1928 puede ser escuchada aquí.

## Versiones
La versión más temprana de "Rollin' and Tumblin'" es la titulada "Minglewood Blues", grabada por Gus Cannon's Jug Stompers en 1928 y acreditada a Noah Lewis, que toca la armónica en la grabación. Hambone Willie Newbern grabaría el tema como "Roll and Tumble Blues" un año más tarde, en 1929. Otros bluesman grabarían sus propias versiones, tales como "If I Had Possession Over Judgement Day", de Robert Johnson, en 1936, y de la cual Eric Clapton haría una versión en 2006 en el álbum Me and Mr. Johnson, así como "Rollin' Blues", por John Lee Hooker. La versión más conocida data de 1950 y fue realizada por Muddy Waters, con Big Crawford en el bajo, para el sello discográfico de los hermanos Chess, Aristocrat Records. En 1960, Elmore James grabó una nueva versión de "Rollin' and Tumblin'" en la que se acreditó como autor.
Desde los años 60, la canción ha sido interpretada y grabada por más de un centenar de bandas de blues-rock tales como Cream, en su álbum debut de 1966 Fresh Cream, Johnny Winter, en su álbum de 1968 The Progressive Blues Experiment, Canned Heat, en su álbum debut epónimo de 1967, Blues Creation, también en su álbum debut, y Eric Clapton, en su álbum de 1992 Unplugged.
En el año 2000, Jeff Beck grabaría "Rollin' and Tumblin'" para el álbum You Had It Coming. El mismo año, Gov't Mule haría lo mismo en el álbum Life Before Insanity. Recientemente, Bob Dylan grabó una versión de "Rollin' and Tumblin'" en su álbum de 2006 Modern Times y se acreditó como autor de la misma, lo que suscitó, junto con otras canciones inspiradas en temas tradicionales, la crítica de algunos sectores públicos.
En el año 1967 el grupo Canned Heat en el álbum titulado como su nombre realizaron una versión de esta canción.